# Tarcie spoczynkowe
Tarcie spoczynkowe (statyczne) – tarcie zewnętrzne występujące między dwoma ciałami, gdy nie przemieszczają się względem siebie.
Siła tarcia równoważy siłę działającą na ciało. Maksymalna siła tarcia jest proporcjonalna do siły, z jaką ciało naciska na podłoże:
{\displaystyle T=N\cdot \mu ,}
gdzie:
{\displaystyle T} – maksymalna siła tarcia,
{\displaystyle N} – nacisk,
{\displaystyle \mu } – współczynnik tarcia statycznego zależny od materiałów, z jakich są wykonane ciała.
Siła inicjująca ruch musi przekroczyć wartość {\displaystyle T,} aby wprawić ciało w ruch.